# 贝塞内洛
贝塞内洛（義大利語：Besenello），是意大利特伦托自治省的一个市镇。总面积25平方公里，人口2419人，人口密度96.8人/平方公里（2009年）。ISTAT代码为022013。